# Maťovské Vojkovce
Maťovské Vojkovce (in ungherese Mátyócvajkóc) è un comune della Slovacchia facente parte del distretto di Michalovce, nella regione di Košice.